# Jeffrey N. Williams
Jeffrey Nels „Jeff“ Williams (* 18. Januar 1958 in Superior, Wisconsin, USA) ist ein ehemaliger US-amerikanischer Astronaut.

## Leben
Williams stammt aus dem Norden des US-Bundesstaates Wisconsin und wuchs an der Südspitze des Lake Superior auf. 1976 schloss er die High School in Winter ab und trat in die US-Army ein. Er besuchte die angesehene Militärakademie (USMA) in West Point (New York) und studierte Angewandte Naturwissenschaften und Ingenieurswesen. Sein Bachelor-Diplom erhielt er im Mai 1980. An der USMA begann er mit Fallschirmspringen, war Mitglied in der Uni-Mannschaft und brachte es in diesem Sport bis zum Lehrer.
Nachdem Williams im September 1981 seine Pilotenausbildung abgeschlossen hatte, wurde er für drei Jahre ins Ausland versetzt. Er kam in die Bundesrepublik Deutschland und diente in der Fliegerstaffel der 3. Panzerdivision (3rd Armored Division) im hessischen Friedberg. Der berühmteste Soldat der 1992 aufgelösten Division war Elvis Presley, der ab März 1958 für zwei Jahre in den Ray Barracks diente.
Zurück in den Vereinigten Staaten, setzte Williams sein Studium fort. Er ging an die südlich von San Francisco gelegene Naval Postgraduate School (NPS) in Monterey (Kalifornien). 1987 verlieh ihm die NPS einen Master in Luftfahrttechnik und würdigte seine schulischen Leistungen mit einer Auszeichnung.
Anschließend lieh die Army Williams an die NASA aus. Im Johnson Space Center (JSC) in Texas testete er in einem besonderen Space-Shuttle-Simulator, dem Shuttle Avionics Integration Laboratory (SAIL), neue Instrumente und Computerprogramme für die Raumfähren. Außerdem leitete er das Operations Development Office im sogenannten Flight Crew Operations Directorate (FCOD). Im FCOD laufen alle Fäden zusammen, was den Einsatz von Astronauten in der US-Raumfahrt betrifft. Angefangen von der Auswahl neuer Kandidaten oder Mannschaften, über das Ausarbeiten von Trainingsplänen, bis hin zur Beratung bei der Entwicklung neuer Raumfahrzeuge.
1992 verließ Williams das JSC und ließ sich in Kalifornien auf der Edwards Air Force Base (EAFB) zum Testpiloten weiterbilden. Er bestand die United States Naval Test Pilot School im Juni 1993 als Klassenbester und fand eine Anstellung als Testpilot und Leiter der Flugerprobung in der Qualitätssicherungsabteilung der EAFB. Zwei Jahre später besuchte er einige Offizierslehrgänge am Naval War College (NWC), das auf Aquidneck Island in Rhode Island beheimatet ist. Neben Militärführung wurde er in nationaler Sicherheit und strategischen Studien unterrichtet. Das NWC verlieh ihm 1996 in diesen Fächern einen weiteren Master.

## Astronautentätigkeit
Williams hatte sich bereits mehrmals vergeblich als Astronautenkandidat bei der NASA beworben, bevor er im Mai 1996 tatsächlich ausgewählt wurde. Zuvor hatte er es zweimal in die Endrunde geschafft und war zu den obligatorischen Bewerbungsgesprächen und medizinischen Tests eingeladen worden: 1987, als er Student an der NPS war und 1992, als er am JSC arbeitete.
Williams und seine 43 Mitschüler – zehn Piloten, 25 Missionsspezialisten und neun internationale Anwärter – begannen ihre zweijährige Grundausbildung im August 1996. Seit Herbst 1998 ist er ein vollwertiger Missionsspezialist. Es folgte eine Weiterbildungsphase in der JSC-Abteilung für Raumfahrtsysteme. Danach machte er sich mit den Systemen der Internationalen Raumstation (ISS) am Marshall Space Flight Center vertraut.
Im November 1998 wurde Williams für seinen ersten Raumflug ausgewählt. Die Mission STS-101 fand im Mai 2000 statt und führte zur ISS. Einen Tag nachdem die Atlantis an der Raumstation angedockt hatte, und noch bevor die Besatzung die Luken geöffnet hatte, führte Williams eine Außenbordtätigkeit (EVA) durch. Zusammen mit seinem Kollegen James Voss unternahm er einige Wartungsarbeiten an der ISS. Der Shuttle-Flug ging nach zehn Tagen zu Ende.
Nach STS-101 stand Williams einer Kommission vor, die mit der Verbesserung des Shuttle-Cockpits beauftragt war. Danach arbeitete er kurze Zeit im NASA-Hauptquartier und schließlich in der EVA-Abteilung des Astronautenbüros. Williams ging auch einmal für die NASA ins Wasser. Zusammen mit den Astronauten John Olivas und Greg Chamitoff sowie drei weiteren Freiwilligen verbrachte er im Juli 2002 eineinhalb Wochen im Unterwasserlabor „Aquarius“. Diese Exkursion fand im Rahmen des NEEMO-Programms statt. Seit Jahren führt die US-Raumfahrtbehörde diese „NASA Extreme Environment Mission Operations“ durch. Die NASA schloss dazu mit dem US-amerikanischen Wetterdienst NOAA, dem das Labor vor der Küste Floridas gehört, ein Kooperationsabkommen. Die Aquarius ist eine 80-Tonnen-Stahlkonstruktion, die seit 1987 sechs Kilometer vor der Küste von Key Largo am Meeresboden in 18 Metern Tiefe verankert ist. Die Raumverhältnisse entsprechen etwa denen des Swesda-Moduls der ISS.
Im Dezember 2002 wurde Williams zum Kommandanten der Ersatzmannschaft der ISS-Expedition 10 berufen. Seine US-Kollegin Sunita Williams und der russische Kosmonaut Konstantin Kosejew sollten als Bordingenieure fungieren. Nach dem Unglück der Columbia im Februar 2003 wurde die Besatzungsstärke der ISS ab der siebenten Stammbesatzung aus Versorgungsgründen auf zwei Personen reduziert. Das hatte Auswirkungen auf alle bis dahin ernannten Mannschaften. Die Williams-Crew wurde aufgelöst und durch Bill McArthur und Waleri Tokarew ersetzt. Williams erhielt eine neue Chance für eine Teilnahme an einer künftigen Mission als Kommandant der Ersatzmannschaft der zwölften Stammbesatzung.
Im Januar 2006 wurde Williams Bordingenieur der ISS-Expedition 13. Zusammen mit dem Russen Pawel Winogradow und dem Brasilianer Marcos Pontes brach er Ende März 2006 in Richtung ISS auf. Gastkosmonaut Pontes flog nach anderthalb Wochen zusammen mit der ISS-Expedition 12 zur Erde zurück. Winogradow und Williams verließen Anfang Juni für sechseinhalb Stunden die Raumstation für Wartungsarbeiten. Fünf Wochen später machte STS-121 Halt an der ISS und brachte neben Nahrung, Ausrüstung und Experimenten ein weiteres Besatzungsmitglied – Thomas Reiter. Gemeinsam mit dem Deutschen führte Williams Anfang August eine zweite EVA durch. Nach sechs Monaten an Bord der Station landeten Kommandant Winogradow und sein Bordingenieur Williams im September 2006 mit Sojus TMA-8 wieder auf der Erde.
Williams startete am 30. September 2009 mit Sojus TMA-16 erneut zur ISS. Am 24. November übernahm er das Kommando über die ISS von Frank De Winne und am 1. Dezember über die ISS-Expedition 22. Am 18. März 2010 kehrte er zur Erde zurück.
Williams startete am 18. März 2016 mit Sojus TMA-20M zu einem dritten Langzeitaufenthalt auf der ISS als Bordingenieur der ISS-Expedition 47. Nach dem Abkoppeln von Sojus TMA-19M im Juni 2016 übernahm er das Kommando über die ISS-Expedition 48 und kehrte am 7. September 2016 zur Erde zurück. Insgesamt verbrachte Williams 534 Tage im All und damit bis April 2017 amerikanischer Rekordhalter in der Gesamtflugdauer. Auf der Liste der Raumfahrer mit der meisten Flugerfahrung liegt er auf Platz 15.

## Zusammenfassung
| Nr. | Mission                     | Funktion                     | Flugzeitraum                       | Flugdauer      |
| --- | --------------------------- | ---------------------------- | ---------------------------------- | -------------- |
| 1   | STS-101                     | Missionsspezialist           | 19. – 29. Mai 2000                 | 09d 20h 09min  |
| 2   | Sojus TMA-8 (ISS 13)        | Bordingenieur                | 30. März – 29. September 2006      | 182d 22h 43min |
| 3   | Sojus TMA-16 (ISS 21 & 22)  | Bordingenieur/ISS-Kommandant | 30. September 2009 – 18. März 2010 | 169d 04h 09min |
| 4   | Sojus TMA-20M (ISS 47 & 48) | Bordingenieur/ISS-Kommandant | 18. März – 7. September 2016       | 172d 03h 47min |

## Privates
Williams und seine Frau haben zwei Söhne.